# Amphicoma fairmairei
Amphicoma fairmairei là một loài bọ cánh cứng trong họ Glaphyridae. Loài này được Semenow miêu tả khoa học năm 1891.